# BORG Götzis
Das Bundesoberstufenrealgymnasium Götzis (kurz: BORG Götzis) ist ein Oberstufenrealgymnasium in Götzis im Bundesland Vorarlberg.

## Geschichte
Gegründet wurde das Bundesoberstufenrealgymnasium Götzis 1977 als Expositur des BORG Feldkirch im Gebäude der Hauptschule (heute Mittelschule) Götzis in der St.-Ulrich-Straße 20 mit einem naturwissenschaftlichen und musischen Zweig.
1983 wurde die Schule als Bundesoberstufenrealgymnasium Götzis selbstständig.
Im Jahr 1986 erfolgte der Spatenstich für einen Neubau an der heutigen Schuladresse am Mösleweg 16, welches 1989 bezogen wurde.
1990 kam zu den bisherigen Bildungsangeboten der bildnerische Schulzweig hinzu.
Mit der Einführung von typenreinen Klassen (Klassen mit getrennten Schulzweigen), erhöhte sich die Klassenzahl von bisher acht auf zwölf Klassen. Um damit die aufgekommene Raumnot vorübergehend auszugleichen, wurden im Herbst 2012 zwei Containerklassen im Pausenhof aufgestellt. 2020 verkündete das Bildungsministerium, dass aufgrund des neuen
Schulentwicklungsprogrammes (SCHEP) Baumaßnahmen Zwecks Gebäudeerweiterung und Sanierung vorgesehen sind.

## Bildungsangebot
Das BORG Götzis bietet drei Schulzweige Zweige durchgehend vier Jahre bis zur Matura an.
- Naturwissenschaftlicher Zweig
Praxisorientierter und fächerübergreifender Unterricht mit selbst durchgeführte Experimente
- Musischer Zweig
Instrumental- oder Gesangsunterricht mit zusätzlicher Band- oder Chorgruppe
- Bildnerische Zweig
Kreative Ausbildung mit Schwerpunkt bildende Kunst

## WAMCO
Im Jahre 1985 wurde von Gesangslehrer Habib Samadzadeh eine Musiktheatergruppe am BORG Götzis gegründet, es erfolgten Aufführungen wie „Jesus Christ Superstar“, „West Side Story“ und „Hair“. Aus dieser Schülergruppe ging später die, ebenfalls von Samadzadeh gegründete,  überregional bekannte Musicalgruppe „WAMCO“ (West Austrian Musical Company) hervor.

## Bekannte Absolventen
- Wolfgang Amann (* 1964), Sachbuchautor und Wohnbauforscher
- Petra Bonmassar (* 1975), Komponistin und Sängerin

## Leitung
- 1977–1978 Edgar Weckerle (Expositur)[1]
- 1978–1981 Rudi Ilg (Expositur)
- 1981–1989 Herbert Wehinger
- 1989–2011 Helmut Fend
- 2011–2021 Thomas Rothmund
- 2021 Christina Burtscher (Jänner–August, interimistisch)
- 2021–2022 Helmut Abl
- seit 2022 Edgar Mayrhofer[10]